# Herz-Jesu-Kirche (Effeld)
Die Herz-Jesu-Kirche ist die römisch-katholische Filialkirche des Ortsteils Effeld der Stadt Wassenberg im Kreis Heinsberg (Nordrhein-Westfalen).
Die Kirche ist unter Nummer 37 in die Liste der Baudenkmäler in Wassenberg eingetragen.

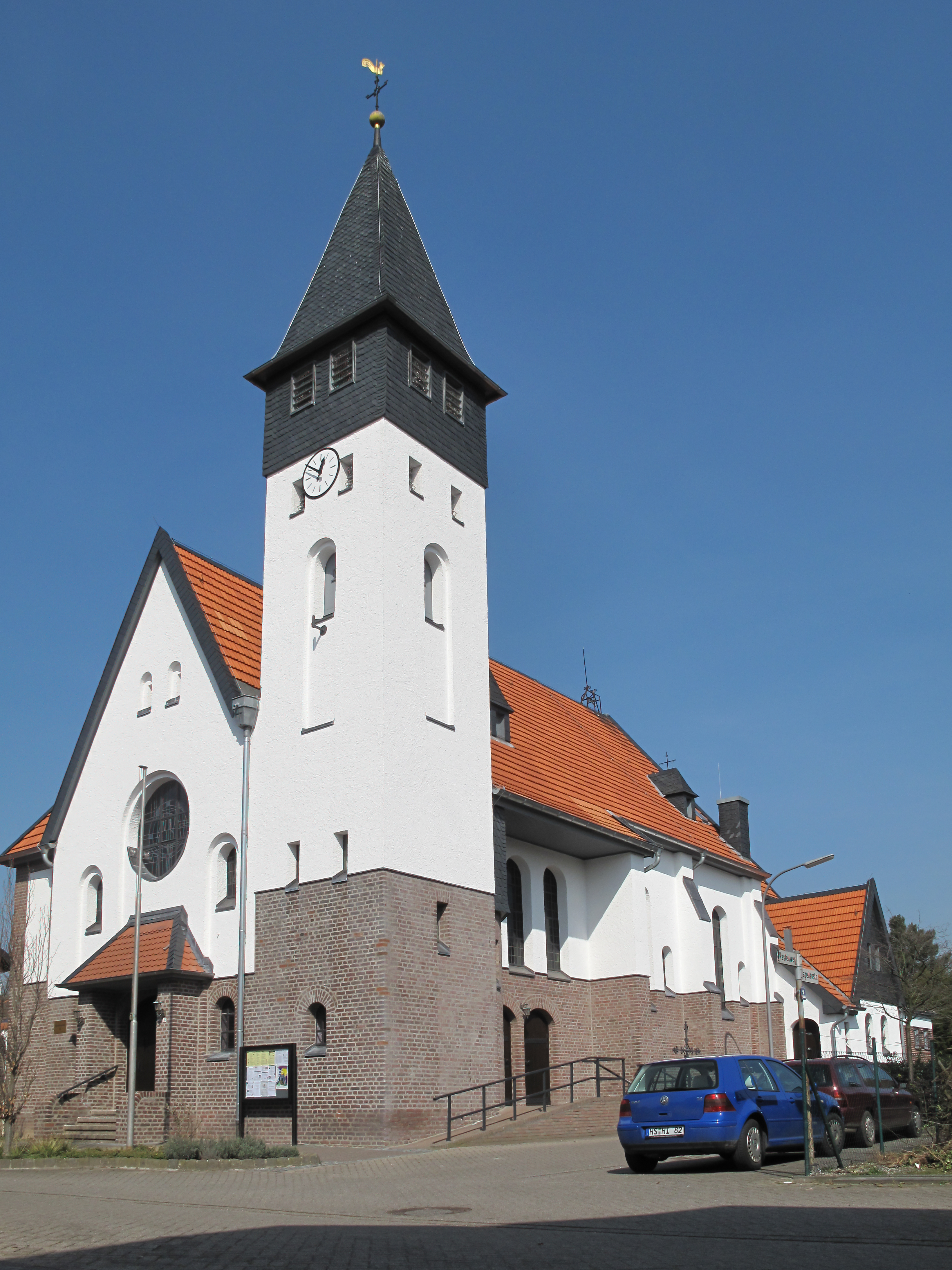
Herz-Jesu-Kirche in Effeld

## Geschichte
Um 1907 wurde ein Kapellenbauverein gegründet. Mangels eigener Kirche mussten die Effelder Gläubigen den Gottesdienst in St. Martinus im Nachbarort Steinkirchen besuchen. Bereits in den 1870er Jahren wurde die Baustelle der Kirche in Steinkirchen besetzt. Effeld war schon damals wesentlich größer als Steinkirchen. Der Kapellenbauverein Effeld suchte 1908 beim Kölner Generalvikariat um die Baugenehmigung einer eigenen Kirche nach. Die Erlaubnis wurde erteilt und der Grundstein am 26. Mai 1909 gelegt. Am 18. September 1910 wurde das neue Gotteshaus durch den Steinkirchener Pfarrer Christian Joseph Peters benediziert. Die Pläne zu dieser einschiffigen Kirche mit halbkreisförmiger Apsis im Heimatschutzstil stammen vom Kölner Architekten Edmund Renard. 1911 übertrug der Kapellenbauverein das Grundstück mitsamt Kirche der Kirchengemeinde St. Martinus Steinkirchen. 1931 wurde der Pfarrsitz unter Pfarrer Wilhelm Schleiß von Steinkirchen nach Effeld verlegt, wodurch sich das pfarrliche Leben allmählich nach Effeld verlagerte.
Seit dem 1. Januar 2010 ist Steinkirchen-Effeld keine eigenständige Pfarrgemeinde mehr. Sie wurde mit einigen anderen ehemaligen Pfarreien zur Pfarre St. Marien Wassenberg fusioniert.

## Ausstattung
Im Innenraum befindet sich ein Volksaltar aus dem Jahr 1976. Der gesamte Altarraum wurde von Joseph Ritzenthaler aus Hückelhoven ausgestaltet. Die Orgel stammt aus dem Jahr 1931 und besitzt 14 Register. Sie ist ein Werk der Aachener Orgelbauanstalt Karl Bach. Auch zu erwähnen sind die beiden Messing-Kronleuchter aus dem Jahr 1930. Das Triumphkreuz stammt aus der Steinkirchener Kirche. Die meisten Fenster schuf Franz Carl Hubert Hertel im Jahr 1910. Zwei Fenster sind Werke des Künstlers Ernst Tesar aus dem Jahr 1959.

## Glocken
| Nr. | Name | Durchmesser (mm) | Masse (kg, ca.) | Schlagton (HT-1/16) | Gießer                                  | Gussjahr |
| 1   | –    | –                | –               | f'                  | Bochumer Verein für Gußstahlfabrikation | 1950     |
| 2   | –    | –                | –               | as'                 | Bochumer Verein für Gußstahlfabrikation | 1950     |
| 3   | –    | –                | –               | b'                  | Bochumer Verein für Gußstahlfabrikation | 1950     |

Motiv: TeDeum